# Knockout Kings 2000
Knockout Kings 2000 (Knockout Kings sur Game Boy Color) est un jeu vidéo de boxe sorti en 1999 sur PlayStation, Nintendo 64 et Game Boy Color. Le jeu a été développé et édité par Electronic Arts.
Il fait partie de la série Knockout Kings.

## Récompense
En 2000, Knockout Kings 2000 est nommé par l'Academy of Interactive Arts and Sciences et remporte un D.I.C.E. Award du meilleur jeu vidéo de sport sur console pour l'année 2000